# Postkarten-Verlagsanstalt Kosmos
Die Verlagsanstalt Kosmos (auch: Postkarten Verlagsanstalt „Kosmos“) in Halberstadt war ein international tätiger Verlag, der um 1900 unter anderem tausende fortlaufend nummerierte Ansichtskarten in verschiedenen Drucktechniken vertrieb.

## Geschichte

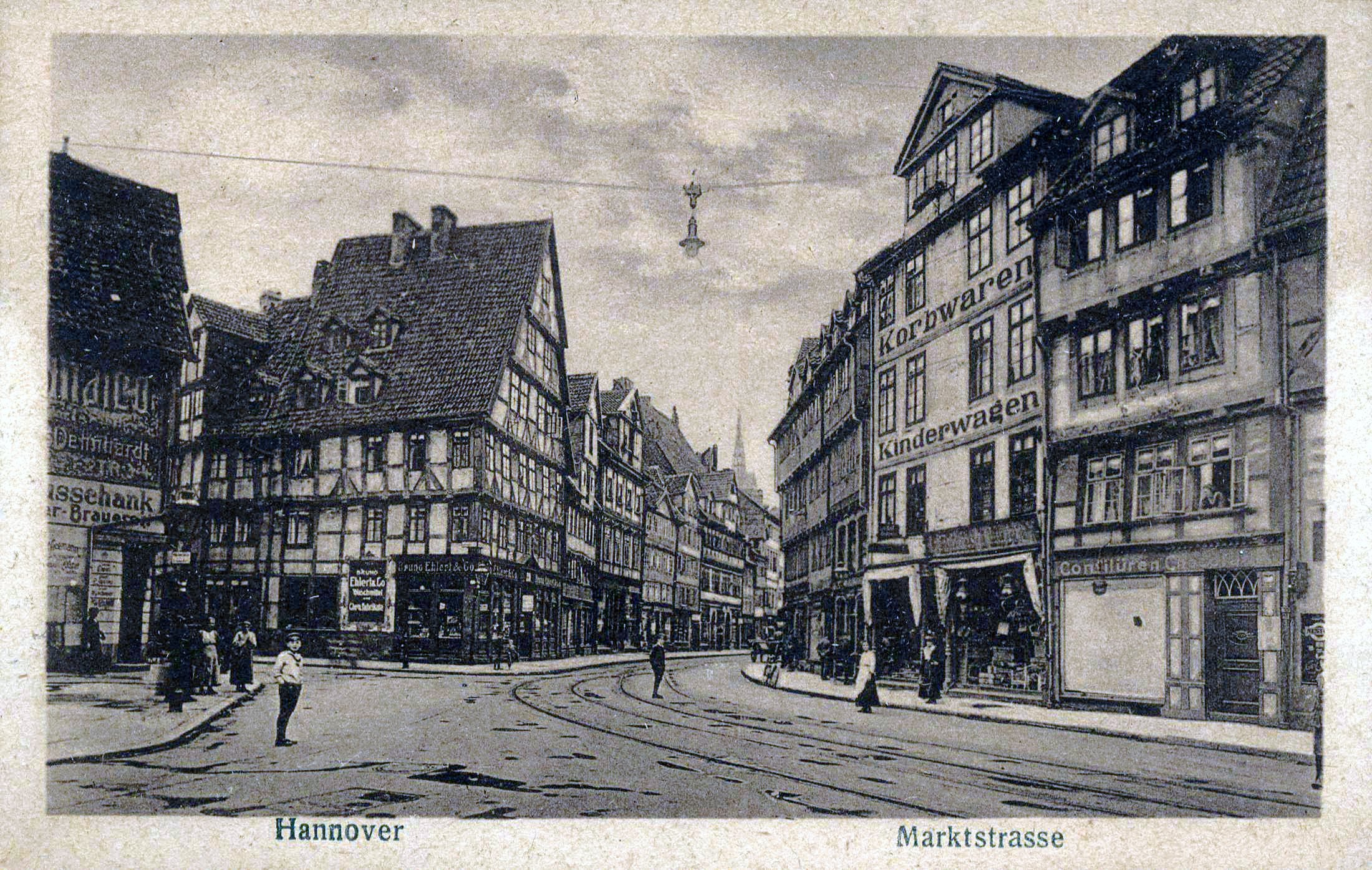
Beispiel einer Ansichtskarte mit Motiv aus Hannover

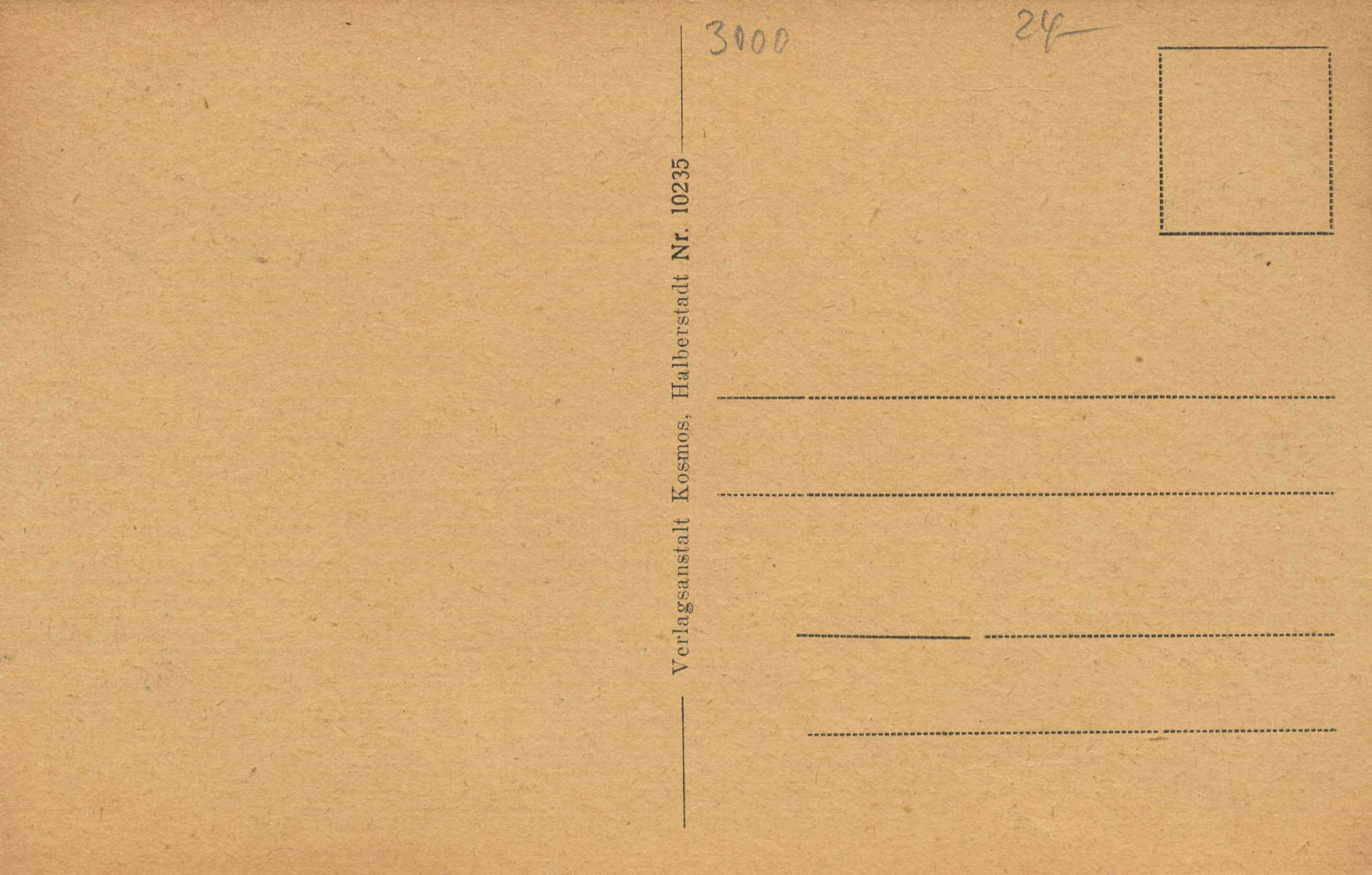
Adressseite einer Ansichtskarte der „Verlagsanstalt Kosmos“ mit fortlaufender Nummer „10235“

Die Postkarten-Verlagsanstalt gab bereits um 1900 kolorierte Ansichtskarten zum Beispiel mit Motiven aus dem holländischen Amersfoort heraus. Dabei kooperierte die Firma etwa bei der Ansichtskarte mit der Nummer „5828“ mit dem Leipziger Verlag Dr. Trenkler & Co.
Kosmos kaufte um 1900 Werke an von Fotografen wie etwa dem in Dresden ansässigen „Alexander Matthaey K. S. Hofphotograph“. So ist beispielsweise das Kreismuseum Bitterfeld im Besitz mehrerer schwarz-weiß-Fotografien, die rückseitig mit verschiedenen „Eigentums“-Stempeln versehen sind wie zum Beispiel „Eigentum der Verlagsanstalt Kosmos Halberstadt“, „Alfred Mattaey, Dresden-A 7“ und „Graphische Verlags-Anstalt G.m.b.H. Dresden-Blasewitz“.
Ab 1910 produzierte eine „Verlagsanstalt Kosmos Berlin“ das von verschiedenen Künstlern farbig illustrierte und mit diversen Künstlersignaturen versehene Magazin „Jugendpost“, Untertitel „Unterhaltungsblatt für Jugend und Familie“.